# Tempio di Gerusalemme
Il Tempio di Gerusalemme o Tempio Santo (in ebraico בֵּית־הַמִּקְדָּשׁ‎?, Bet HaMikdash, tiberiense: Beṯ HamMiqdāš, aschenazita: Beis HaMikdosh; in arabo بيت القدس‎?: Beit al-Quds o بيت المقدس: Bait-ul-Muqaddas; Ge'ez: ቤተ መቅደስ: Betä Mäqdäs) fu un insieme di strutture situate sul Monte del Tempio nella Città Vecchia di Gerusalemme, sito attuale della Cupola della Roccia. Il Tempio, ricostruito diverse volte nel corso dei secoli, funzionò come luogo di culto per gli Israeliti ed infine per gli ebrei lì stanziati, l'edificio sacro più importante dell'ebraismo.
La parola ebraica per la vera e propria costruzione è Beit HaMikdash o Beit haMiqdash, ovvero la casa della Santificazione, tuttavia essa è indicata nella Bibbia ebraica anche con altri nomi quali Beit A-donai, ovvero "casa di Dio" o semplicemente Beiti ovvero la Mia casa (di Dio).
Il primo tempio di Gerusalemme, secondo la Bibbia, venne edificato da re Salomone secondo il volere di re David, il quale ne aveva avuto indicazione da Dio stesso. Nonostante il desiderio del sovrano di vedere il completamento della sua costruzione, fu appunto suo figlio, e suo successore al trono del Regno di Giuda e Israele, a vederlo ultimato.

## Descrizione

### Successione di Templi secondo i resti archeologici

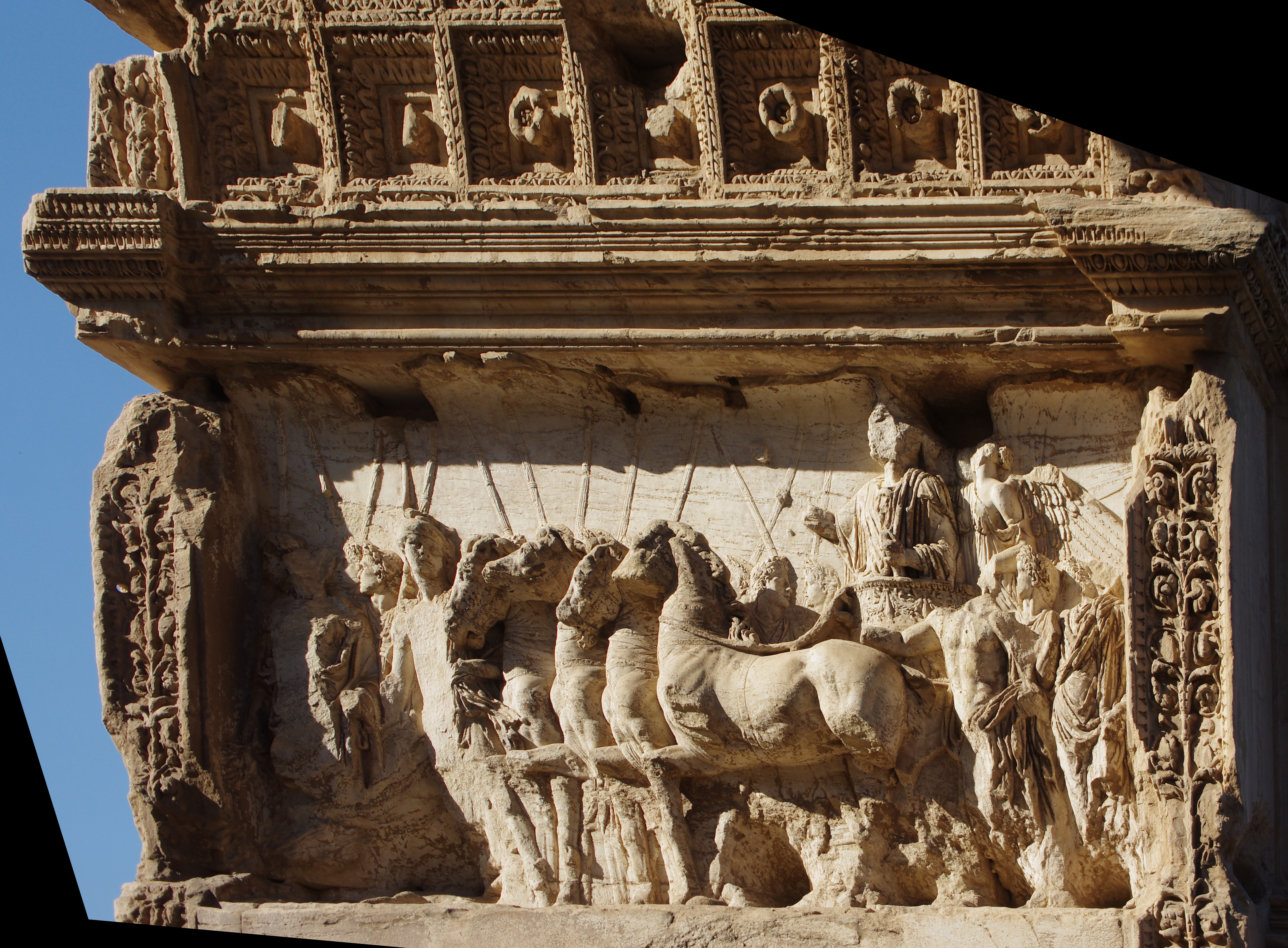
Arco di Tito: Rilievo con il trionfo di Tito sulla quadriga, accompagnato dalla Vittoria alata

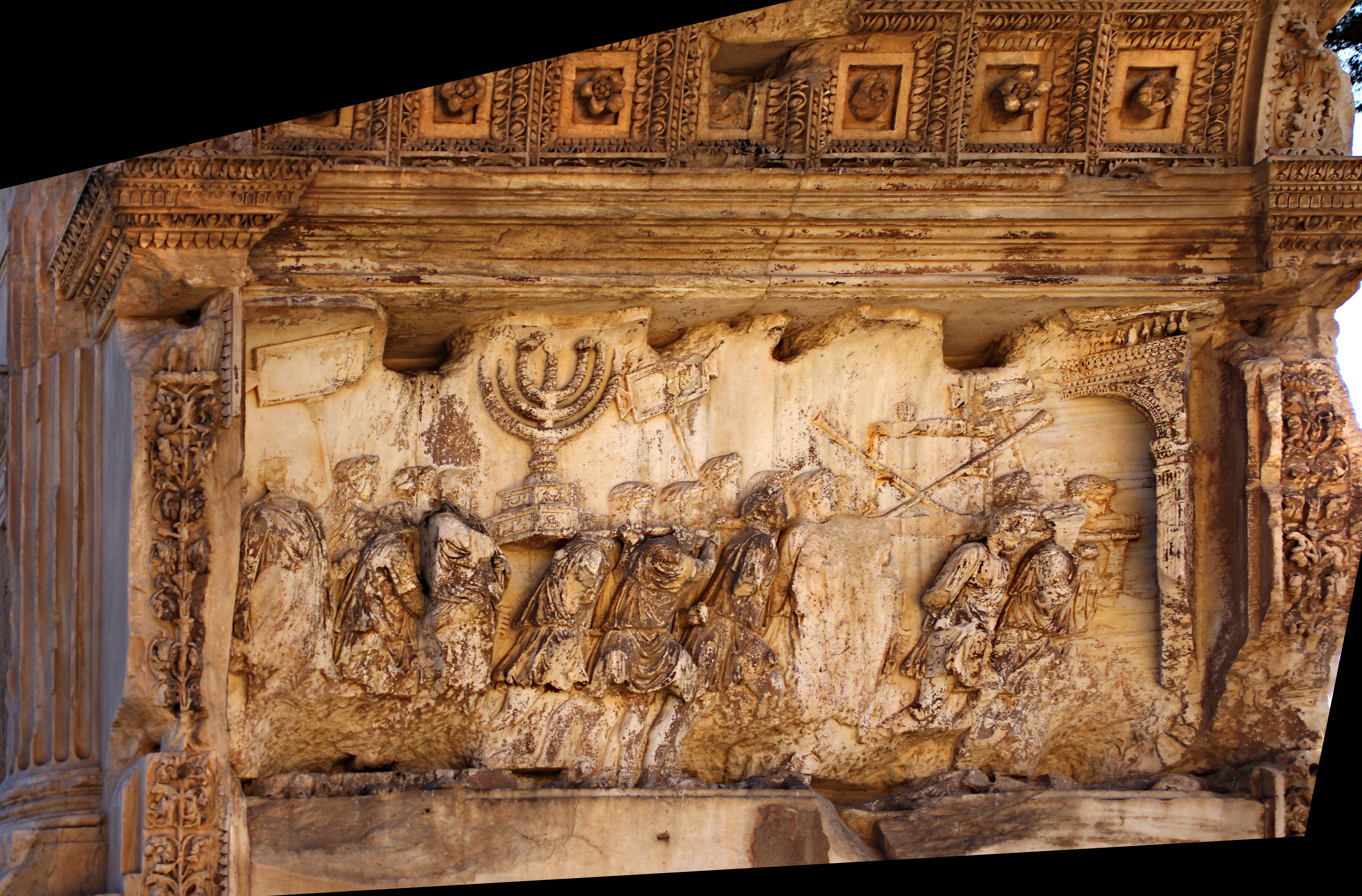
Arco di Tito: Corteo nella Porta Triumphalis (Arco di trionfo) scolpita al lato destro in prospettiva scorciata, con arredi saccheggiati al tempio di Gerusalemme (menorah, un candelabro a sette braccia, la tavola per il pane di proposizione con i vasi sacri, le trombe d'argento), le tabelle elencano gli oggetti rubati e le città vinte

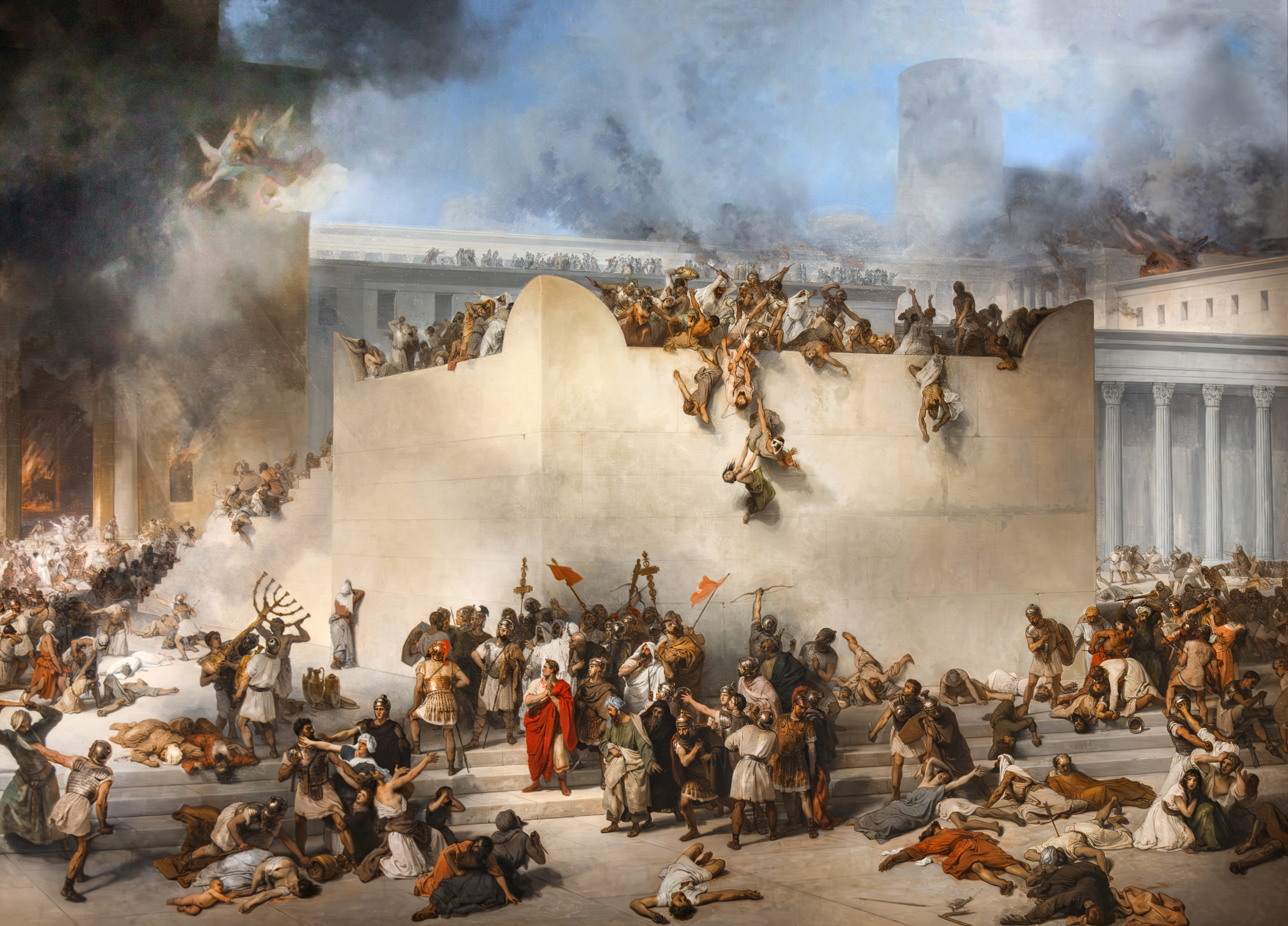
Francesco Hayez (1867) La distruzione del Tempio di Gerusalemme Galleria internazionale d'arte moderna, Venezia

- Il Tempio di Salomone o Primo Tempio è stato costruito, secondo la Bibbia, da Re Salomone nel X secolo a.C. (Talmud: iniziato a costruire nell'833 a.C. finito nell'826 a.C.). Fu completamente distrutto da Nabucodonosor II, re babilonese, nel 586 a.C. (Talmud: distrutto 410 anni dopo la sua costruzione, nel 416 a.C.).
- Il Secondo Tempio fu costruito al ritorno dall'esilio babilonese a partire dal 536 a.C.. Fu terminato il 12 marzo del 515 a.C.. Venne riconsacrato il 21 novembre del 164 a.C. da Giuda Maccabeo (vedi 1Mac) dopo la profanazione operata da Antioco IV Epifane dei Seleucidi, che intendeva ellenizzare la Palestina. I Maccabei, infatti, combattevano per difendere le proprie tradizioni e il culto.
  - Il Tempio di Erode fu un ampliamento importante del Secondo Tempio, ivi compresa una risistemazione del Monte del Tempio. Fu iniziato da Erode il Grande verso il 19 a.C. e terminato in tutte le sue parti solo nel 64 d.C.[3]. Come raccontato dal Talmud nel trattato di Ghittin, il Secondo Tempio fu distrutto dal futuro imperatore Tito nel 70 d.C. (Talmud: distrutto nel 70 d.C. e costruito 420 anni prima) Oggi ne resta solamente il muro occidentale di contenimento, detto comunemente Muro del Pianto.[4]

### Altre opinioni
Secondo i calcoli fatti da Giuseppe Flavio:
(Giuseppe Flavio, La guerra giudaica, VI, 4.8.269-270.)

### Il Terzo Tempio
Nel 362 l'imperatore Giuliano progettò di ricostruire il tempio di Gerusalemme e affidò il compito ad Alipio di Antiochia, già prefetto vicario in Britannia. Ammiano Marcellino così racconta l'episodio: 
(Ammiano Marcellino,Res gestae, XXIII,1,3; trad. G. Viansino)

### Ebraismo
Con la distruzione del Secondo Tempio, nella religione ebraica, ebbero termine i sacrifici che solamente nel Tempio si compivano; e con essi la maggior parte dei compiti dei Sacerdoti e dei Leviti che lì esplicavano le loro attività: nel servizio santo per Dio il popolo d'Israele, tanto nel Santuario quanto tramite la Preghiera, lo studio della Torah ed il suo insegnamento nell'osservanza delle Mitzvot in genere, viene contraddistinto in modo particolare in mezzo alle altre 70 Nazioni.
La distruzione del Tempio segna quindi una tappa cruciale nella pratica del Giudaismo, così come è oggi conosciuto, con un'attività di culto pubblico non più sacrificale ma incentrato nel culto sinagogale e nell'osservanza e nello studio del Tanakh, la Torah scritta, del Talmud che è identificato come Torah Orale e negli altri testi della Tradizione e del canone ebraici o rabbinici.
Il Muro Occidentale, detto anche muro del pianto, luogo di preghiera e di pellegrinaggio dopo la distruzione del Secondo Tempio, è diventato dopo il 1967 come una vasta sinagoga a cielo aperto. La parte scoperta del Muro Occidentale rappresenta tuttavia solo un quarto della sua lunghezza totale.
Gli ebrei osservanti non si recano sul monte Moriah, luogo del Tempio, per evitare di mettere piede sullo spazio consacrato. La Torah vieta alle persone che hanno contratto impurità di oltrepassare il perimetro che delimitava il monte del Tempio senza prima essersi purificate. Infatti, dopo la distruzione del Tempio, sono venuti meno gli strumenti decretati dalla Torah per la purificazione necessaria. Attualmente alcuni ebrei hanno potuto accedere a questa parte, sembra compatibilmente con alcune regole Halakhiche specifiche e particolari per questo evento.
L'ebraismo tradizionale anela a un'eventuale ricostruzione del Tempio, il Terzo Tempio di Gerusalemme, con il quale comincerà un'era di pace per tutta l'umanità: l'era messianica. Maimonide spiega che non si può sapere come ciò avverrà esattamente, perché i dettagli di questo avvenimento non sono stati rivelati "totalmente". Nell'era messianica il Messia ebreo parteciperà inoltre all'instaurazione del Terzo Tempio.

### Cristianesimo
Il Tempio è citato più volte nel Nuovo Testamento: Gesù vi si recò più volte durante la sua vita.
Gli Apostoli di Gesù hanno continuato a frequentare il Tempio anche dopo la sua resurrezione. Quando Gerusalemme diventò una città cristiana, il luogo del Tempio fu lasciato in rovina ma fu costruita al bordo della spianata una chiesa, Santa Maria la nuova, in ricordo della presentazione di Gesù al Tempio (questa chiesa sarà distrutta dai musulmani per potervi costruire la Moschea al-Aqsa).

## Islam
Sulla spianata dove sorgeva il Tempio gli arabi hanno costruito due importanti monumenti: la Moschea al-Aqsa e la Cupola della Roccia (l'area è oggi chiamata dai musulmani spianata delle moschee). Questi due monumenti sono tra i principali luoghi santi per l'Islam (dopo quelli a Mecca e Medina).